# Filipe Fuzaro
Filipe Fuzaro (Rio Claro, 5 de dezembro de 1982) é um atirador esportivo brasileiro. 
Disputou os Jogos Olímpicos de Verão de 2012, em Londres, no Reino Unido. Também disputou os Jogos Pan-americanos de 2007, no Rio de Janeiro, onde terminou na quinta colocação.